# Wolfgang Tietze
Wolfgang Tietze (* 1954 in Leipzig) ist ein deutscher Maler und Grafiker.

## Leben und Werk
Tietze absolvierte bis 1974 eine Lehre als Baufacharbeiter mit Abitur und leistete dann bis 1976 Wehrdienst in der NVA. 1976 begann er an der Karl-Marx-Universität Leipzig ein pädagogisches Studium für Kunst und Geschichte. Das brach er 1978 ab, und er arbeitete bis 1980 als Maurer. Von 1980 bis 1985 studierte er Malerei bei Bernhard Heisig und Volker Stelzmann an der Hochschule für Grafik und Buchkunst Leipzig. Nach dem Diplom zog Tietze nach Alt Tellin-Hohenbüssow, wo er in der früheren Dorfschule lebte und als freischaffender Maler und Grafiker arbeitete. 1986 erhielt er ein Förderstipendium des Verbands Bildender Künstler der DDR (VBK) und 1988 vom Zentrum für Bildende Kunst Neubrandenburg. Tietze war von 1986 bis 1990 war Mitglied des VBK.
Nach der deutschen Wiedervereinigung erhielt Tietze ab 1991 mehrmals Förder-, Arbeits- und Aufenthaltsstipendien, auch für Auslandsaufenthalte. 2000 war er Gastdozent an der Grafikdesign-Schule Anklam und 2001 an der Thüringischen Sommerakademie in Böhlen. Von 2003 bis 2017 hatte er Lehraufträge am Caspar-David-Friedrich-Institut der Universität Greifswald. 2016 zog Tietze nach Leipzig, wo er im Atelierhaus Leipzig-Leutzsch arbeitet.
Einzelpräsentationen auf der Art Cologne, der Art Frankfurt und anderen europäischen Kunstmessen machten Tietze international bekannt. Das Land Mecklenburg-Vorpommern kaufte 2016 Arbeiten Tietzes an.

## Ausstellungen (unvollständig)

### Teilnahme an zentralen und wichtigen regionalen Ausstellungen in der DDR
- 1986: Altenburg/Thüringen, Lindenau-Museum („Anzeichen. Junge Künstler im Bezirk Leipzig“)
- 1987/1988: X. Kunstausstellung der DDR

### Ausstellungen seit der deutschen Wiedervereinigung
- 1996: One person show Kunstmarkt Dresden, Galerie Schwarz, Greifswald
- 1997: One person show Art Frankfurt, Galerie Schwarz, Greifswald
- 1997: One person show Art Cologne (Köln), Galerie Schwarz, Greifswald
- 1999: Galerie Golder/Halm, Locarno (Schweiz), Museum Ludwig, Koblenz: Beteiligung an der Ausstellung „Deutschland Frankreich. Dialoge der Kunst im XX. Jahrhundert“
- 2000: Kunstverein Augsburg Beteiligung an der Ausstellung „Guten Morgen Malerei“.
- 2001: Einzelausstellung in der Galerie Schwarz, Greifswald
- 2002: Forum Deutsches Meeresmuseum Stralsund Beteiligung an der Ausstellung: „...das Meer ist Blau...“, apc – Galerie Fribourg, (Schweiz), Kunstverein Tübingen
- 2004: Galerie Burg Klempenow Ausstellung mit Michael Wirkner„silbergarten.meer“ Kunstverein Wiligrad, Schwerin. Ausstellung mit Michael Wirkner „sibergarten.meer“ Einzelausstellung in der Galerie Schwarz, Greifswald
- 2007: One person show Messe für graphische Kunst Neue Manege Moskau, Galerija Fabrika, Moskau, Ausstellung Galerija Fabrika Moskau, Verlagshaus Burda, Einzelausstellung in der Galerie Schwarz, Greifswald
- 2008: Fünf Positionen der Gegenwart in Mecklenburg-Vorpommern, Ausstellung zum „Kunstpreis der Mecklenburgischen Versicherungsgruppe“ für Bildende Kunst in Mecklenburg-Vorpommern, Kunstsammlung Neubrandenburg, Einzelausstellung Kunstverein Kirchzarten e.V. bei Freiburg im Breisgau
- 2009: 7. Ausstellung Künstleratelier Schleswig-Holstein-Haus Rostock, Gaststipendiaten aus Mecklenburg-Vorpommern und Schleswig-Holstein, Galerie am Alten Markt Rostock
- 2010: Antiquariat & Buchhandlung Dr. Ulrich Rose, Greifswald, Galerie Vierquadratmeter, Arbeiten auf Papier zu Dante Alighieri: Die Göttliche Komödie, Ausstellungstrilogie; Die Hölle, Der Läuterungsberg, Das Paradies
- 2010: Künstlerhaus Schloss Wiepersdorf[1]
- 2012: Einzelausstellung Kunstverein Dahlenburg
- 2013: Kunstgut Schmiedenfelde, Kleine Bilder Galerie Hamann, Wismar, gemeinsame Ausstellung mit K. Ismer und S. Ochsenreither
- 2014: Galerie Kunsthaus Mirow
- 2014/15: Museum Schloss Weesenstein bei Dresden
- 2015: Galerie Burg Klempenow, Galerie Hamann, Wismar